# دوز کشنده
دوز کشنده (LD) در سم شناسی، نشانه‌ای از مرگ یک موجود زنده در اثر مصرف بیش از حد ماده کشنده است. از آنجا که مقاومت از فردی به فردی دیگر متفاوت است، «دوز کشنده» نشان دهنده میزان مرگ یک درصد از افراد جامعه آماری پس از مصرف یک ماده (معمولاً در ازای هر کیلوگرم از وزن فرد در برابر یک دوز از ماده ثابت است). از دوز کشنده برای سنجش معیار اندازه‌گیری غلظت مرگ آفرین یک ماده استفاده می‌شود که می‌تواند گاز یا ذرات باشد. معیار LD ممکن است بر مفهوم فرد استاندارد، دلالت کند که دارای ویژگی‌های «عادی» است نه بر اساس همه افراد جامعه آماری.